# Ben Schwartz

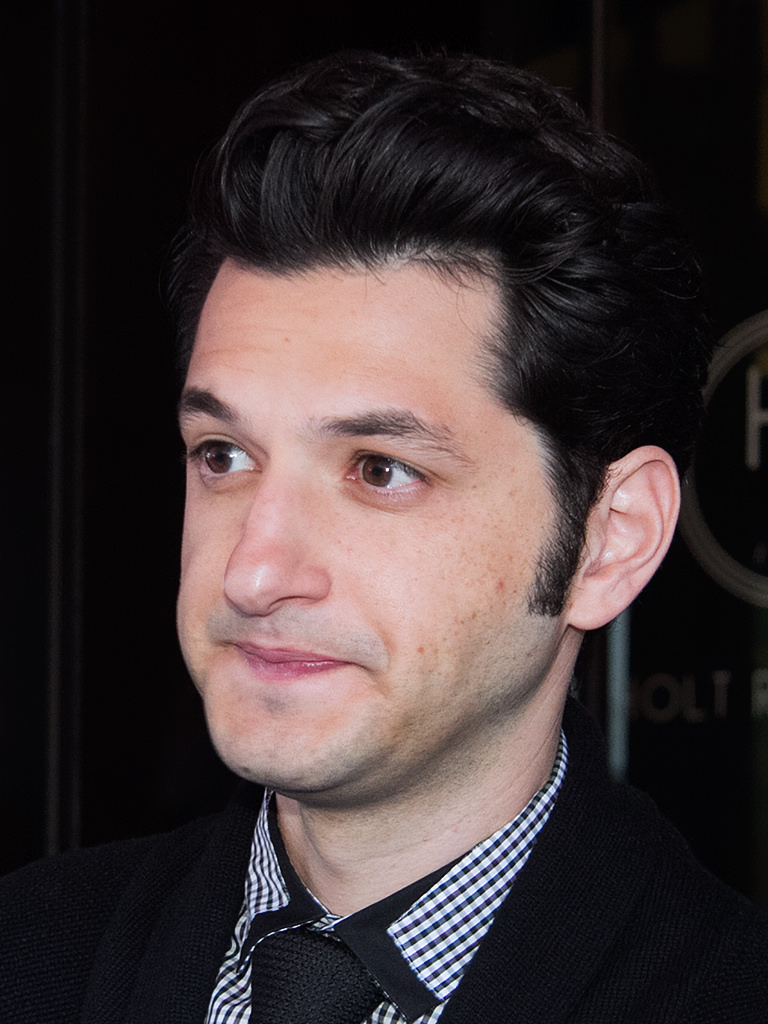
Ben Schwartz beim Toronto International Film Festival 2014

Benjamin Joseph „Ben“ Schwartz (* 15. September 1981 in New York City, New York) ist ein US-amerikanischer Schauspieler.

## Leben
Ben Schwartz wuchs in der Bronx, aus der auch seine Familie stammt, auf. Ein Großteil seiner Verwandten sind Sozialarbeiter und Lehrer. Er selbst machte seinen Collegeabschluss in Psychologie und Anthropologie.
Seine Karriere begann Ben Schwartz auf kleinen Bühnen und hinter den Kulissen. 2006 hatte er seinen ersten Fernsehauftritt bei Late Night with Conan O’Brien. Zwischen 2007 und 2008 folgte seine erste Hauptrolle als Ben in der Webserie Bronx World Travelers. Nach deren Ende war er von 2008 bis 2009 in Mayne Street mit von der Partie. Nach Auftritten in mehreren Fernsehserien und Filmen folgte ab 2010 die Rolle des Jean-Ralphio in der Serie Parks and Recreation des Senders NBC. Im selben Jahr folgte die Rolle des Bill Hoyt in Undercovers. In den darauffolgenden Jahren absolvierte er hauptsächlich Auftritte in Serie, bevor er 2012 die Rolle des Clyde Oberholdt in der Showtime-Serie House of Lies neben Don Cheadle und Kristen Bell ergatterte. Außerdem leiht er der Zeichentrickfigur Randy Cunningham in der Serie Randy Cunningham: Der Ninja aus der 9. Klasse seine Stimme. 2013 trat er neben Justin Timberlake im Film Runner Runner auf.

## Filmografie (Auswahl)
- 2006: Late Night with Conan O’Brien (Fernsehserie, eine Folge)
- 2007: Starveillance (Fernsehserie, drei Folgen, Stimme)
- 2007–2008: Bronx World Travelers (Fernsehserie, fünf Folgen)
- 2008–2009: Mayne Street (Fernsehserie, zehn Folgen)
- 2009: Happiness Isn’t Everything (Fernsehfilm)
- 2009: Mystery Team
- 2009: I Hate Valentine’s Day
- 2009: Aus Versehen glücklich (Accidentally on Purpose, Fernsehserie, Folge 1x09)
- 2009–2015: Jake and Amir (Webserie, 22 Folgen)
- 2010: The Sarah Silverman Program. (Fernsehserie, Folge 3x03)
- 2010: Die etwas anderen Cops (The Other Guys)
- 2010: Peep World
- 2010–2015: Parks and Recreation (Fernsehserie, 21 Folgen)
- 2010–2011: Undercovers (Fernsehserie, 13 Folgen)
- 2011: The Back Room (Fernsehserie, Folge 1x16)
- 2011: Mad (Fernsehserie, Folge 1x25, Stimme)
- 2012–2015: Randy Cunningham: Der Ninja aus der 9. Klasse (Randy Cunningham: 9th Grade Ninja, Fernsehserie, Stimme)
- 2012–2016: House of Lies (Fernsehserie)
- 2013, 2014: Robot Chicken (Fernsehserie, zwei Folgen, Stimme)
- 2013: Bob’s Burgers (Fernsehserie, zwei Folgen, Stimme)
- 2013: Arrested Development (Fernsehserie, Folge 4x07)
- 2013: Turbo – Kleine Schnecke, großer Traum (Turbo, Stimme)
- 2013: Runner Runner
- 2014: Happy Christmas
- 2014: Hauptsache, die Chemie stimmt (Better Living Through Chemistry)
- 2014: Sieben verdammt lange Tage (This Is Where I Leave You)
- 2014: The Interview
- 2015: The Walk
- 2015–2019: BoJack Horseman (Fernsehserie, Stimme)
- 2016: The Intervention
- 2017–2021: DuckTales (Fernsehserie, Stimme)
- 2017: Outside In
- 2017: How to Be a Latin Lover
- 2018: Blue Iguana
- 2019: The LEGO Movie 2 (Stimme)
- 2019: Standing Up, Falling Down
- 2020: Sonic the Hedgehog (Stimme)
- 2020: Space Force (Fernsehserie)
- 2021: Flora & Ulysses
- 2021: Rumble – Winnie rockt die Monster-Liga (Rumble, Stimme)
- 2022: The Afterparty (Fernsehserie)
- 2022: Sonic the Hedgehog 2 (Stimme)
- 2022: The Boys Presents: Diabolical (Fernsehserie, Stimme, 2 Folgen)
- 2022: DC League of Super-Pets (Stimme)
- 2022: Rise of the Teenage Mutant Ninja Turtles: The Movie (Stimme)
- 2023: Renfield
- 2023: Die Hart (Fernsehserie, 7 Folgen)
- 2024: Knuckles (Stimme)
- 2024: Sonic the Hedgehog 3 (Stimme)